# Grażyna Rabsztyn
Grażyna Józefa Rabsztyn (Wrocław, 20 september 1952) is een voormalige Poolse hordeloopster, die bovendien ook goed kon sprinten. Ze vertegenwoordigde haar land driemaal op de Olympische Spelen en behaalde bij alle drie de gelegenheden de finale. Ze was bovendien gedurende acht jaar wereldrecordhoudster op de 100 m horden.

## Loopbaan
Rabsztyn verbeterde het wereldrecord op de 100 m horden driemaal. Op 10 juni 1978 werd zij de eerste vrouw ter wereld die met haar tijd van 12,48 s dit onderdeel binnen de 12,50 aflegde. Ruim een jaar later liep zij deze tijd opnieuw, om er in 1980 ten slotte 12,36 van te maken. Dit record werd zes jaar later eerst geëvenaard door de Bulgaarse Jordanka Donkova, waarna deze het vervolgens verbeterde tot 12,21 in 1988, het tot op de dag van vandaag geldende wereldrecord. Met haar 12,36 staat Rabsztyn nog steeds zevende in de Top Tien Aller Tijden-lijst (peildatum november 2013) en is zij de huidige nationale recordhoudster.
Rabsztyn werd op de 100 m horden nooit olympisch, wereld- of Europees kampioene, maar veroverde wel gedurende enkele opeenvolgende jaren de Europese indoortitel op de 60 m horden, in 1974, 1975 en 1976, terwijl ze de jaren daarna op dit onderdeel ook nog eens drie maal zilver behaalde. Daarnaast werd zij drie keer achter elkaar kampioene op de 100 m horden tijdens de universiade en zegevierde zij ook op dit onderdeel tijdens de World Cup in 1977 en 1979.
Grażyna Rabsztyn studeerde economie aan de universiteit van Warschau, waar zij in 1978 haar master behaalde. Vervolgens studeerde zij aan de Academie voor Lichamelijke Opvoeding in Poznań. Ze is getrouwd en heeft twee kinderen, van wie Kaja Tokarska in het voetspoor van haar moeder is getreden en eveneens goede resultaten heeft behaald op de sprint en de horden. Zij is woonachtig in Warschau.

## Titels
- Europees indoorkampioene 60 m horden – 1974, 1975, 1976
- Universiade kampioene 100 m horden – 1973, 1975, 1977
- Pools kampioene 100 m – 1978
- Pools kampioene 100 m horden – 1973, 1975, 1976, 1978, 1979, 1980
- Pools indoorkampioene 60 m horden – 1973, 1974, 1975, 1976, 1978, 1979, 1980

## Records

### Persoonlijke records
| Onderdeel    | Prestatie                  | Datum        | Plaats   |
| ------------ | -------------------------- | ------------ | -------- |
| 100 m        | 11,42 s                    | 1980         |          |
| 100 m horden | 12,36 s (+1.9 m/s) (ex-WR) | 12 juni 1980 | Warschau |

### Wereldrecords
| Onderdeel    | Prestatie | Datum        | Plaats   |
| ------------ | --------- | ------------ | -------- |
| 100 m horden | 12,48 s   | 10 juni 1978 | Fürth    |
|              | 12,48 s   | 18 juni 1979 | Warschau |
|              | 12,36 s   | 12 juni 1980 | Warschau |

## Palmares

### 100 m
- 1978:  Poolse kamp. – 11,81 s

### 50 m horden
- 1972:  EK indoor te Grenoble – 7,05 s

### 60 m horden
- 1973:  Poolse indoorkamp. – 8,1 s
- 1974:  Poolse indoorkamp. – 8,13 s
- 1974:  EK indoor te Göteborg – 8,08 s
- 1975:  Poolse indoorkamp. – 8,12 s
- 1975:  EK indoor te Katowice – 8,04 s
- 1976:  Poolse indoorkamp. – 7,99 s
- 1976:  EK indoor te München – 7,96 s
- 1978:  Poolse indoorkamp. – 8,05 s
- 1978:  EK indoor te Milaan – 8,07 s
- 1979:  Poolse indoorkamp. – 7,86 s
- 1979:  EK indoor te Wenen – 8,00 s
- 1980:  Poolse indoorkamp. – 7,84 s
- 1980:  EK indoor te Sindelfingen – 7,89 s

### 100 m horden
- 1972: 8e OS – 13,44 s
- 1973:  Poolse kamp. – 12,7 s
- 1973:  universiade – 13,23 s
- 1975:  Poolse kamp. 12,7 s
- 1975:  universiade – 13,14 s
- 1976:  Poolse kamp. – 12,98 s
- 1976: 5e OS – 12,96 s
- 1977:  universiade – 12,86 s
- 1978:  Poolse kamp. – 12,85 s (+ RW)
- 1979:  Poolse kamp. – 12,64 s
- 1980:  Poolse kamp. – 12,67 s
- 1980: 5e OS – 12,74 s

### 4 x 100 m
- 1980: 7e OS – 43,59 s

- World Athletics: 14351397
- International Standard Name Identifier: 0000 0003 7076 7592
- Nationale Bibliotheek van Polen: a0000002517217
- Virtual International Authority File: 250130526